# Jónatan Makabejský

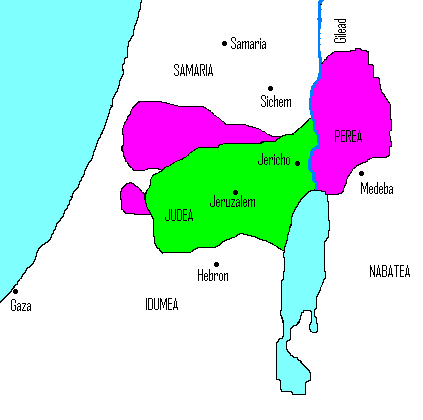
Judea pod Jónatanem
Situace 160 př. n. l.
Dobytá území

Jónatan (také Jonathan; zemřel 143 př. n. l., pohřben v Modiinu) byl od roku 160 př. n. l. do své smrti vládcem Judeje z rodu Hasmonejců (Makabejců). Jeho aramejská přezdívka byla Apfús (Ἀπφοῦς), což znamená podvodník nebo diplomat (1. Makabejská 2,5).

## Válka proti Seleukovcům
Jónatan byl syn Matitjáše a bratr Judy Makabejského, což byli oba vůdcové ve vzpouře proti Antiochovi IV. a Seleukovské říši. Po otcově smrti v roce 167 př. n. l. převzal vojenské vedení povstání Juda Makabejský. Jónatan byl jedním z jeho podřízených velitelů a osvědčil se v četných bitvách. Po smrti Judy Makabejského v bitvě u Elasy v roce 160 př. n. l., kdy byli židovští bojovníci drtivě poraženi armádou seleukovského generála Bakchída, se vůdcem povstalců stal Jónathan.
Jónathan a jeho bratři uprchli před vítězným generálem se zbytky židovské armády do pouštní oblasti východně od Jordánu. Následující roky partyzánské války, během níž rovinatou zemi opět ovládli židovští povstalci pod Jónathanem, zatímco Jeruzalém a města opevněná Bakchídem drželi Seleukovci, jsou temná v mnoha ohledech. Jednak se vyznačují terorem a protiterorem (Jónatan ... začal soudit lid a vymýtil z Izraele svévolníky. 1 Mak 9,73), jednak je tradice z této doby nejasná a rozporuplná. Není například známo, kdo byl nástupcem velekněze Alkima jmenovaného Bakchídem a zesnulého v roce 160 př. n. l., ani zda takový člověk vůbec existoval.

## Velekněz
V roce 153 př. n. l. se vnitřní spory Seleukovské říše opět ukázaly jako užitečné pro židovskou věc. Alexandr Balas byl nemanželským synem Antiocha IV. Nárokoval si trůn seleukovského krále Démétria I. a byl podporován jak egyptskými Ptolemaiovci, tak Římem.
Alexandr již ovládl přístavní město Ptolemais, dnešní Akko, a Démétrios se nyní musel bát, že Jónatan jeho protivníka vojensky podpoří. Pokusil se tomu zabránit pomocí dopisu s rozsáhlými ústupky včetně návratu židovských rukojmích. Jonatan toho také využil tím, že dopis v Jeruzalémě zveřejnil, načež řecká posádka propustila rukojmí a stáhla se z Judeje. V opevněném městě Davidově a pevnosti Bét-súr zůstali pouze židovští stoupenci Seleukovců. Jónatan přesunul své sídlo z Michmaše do Jeruzaléma a začal obnovovat a posilovat městské opevnění.
Démétriovu nabídku však překonal Alexandr Balas, který Jónatana rychle jmenoval veleknězem a přítelem krále (vysoká hodnost na královském dvoře).
Na svátek stánků roku 160 seleukovské éry, což odpovídá říjnu/září 153 př. n. l., si tedy Jónatan oblékl roucho velekněze, což lze považovat za počátek vlády Hasmonejců nad Židy.
Po dvou letech války ztratil Démétrios svou vládu i život. Alexandr Balas upevnil své postavení sňatkem s Kleopatrou Theou, dcerou Ptolemaia VI. a pozdější vládkyní Seleukovské říše. Při této příležitosti byl Jónatan Alexandrem Balasem jmenován správcem a hlavním vojenským velitelem Judeje.
Vláda Alexandra Balase však neměla dlouhé trvání. Démétriův syn, Démétrios II., se vrátil z exilu na Krétě s řeckými žoldnéři a zahájil válku o trůn svého otce. Načasování se Ptolemaiovi VI. ydálo příznivé pro opětovné zabrání syrských provincií, které dříve patřily k Ptolemaiovské říši. Pochodoval s armádou podél pobřeží Fénicie a setkal se tam s Jonathanem, který předtím porazil Apollonia, generála Démétria II., a zničil město Ašdod i jeho chrám. Útok, který na Ptolemaia byl údajně proveden jménem Alexandra Balase, mu dal příležitost přerušit přátelství s Alexandrem a odebrat mu svou dceru. V bitvě u bran Antiochie Ptolemaios armádu Alexandra Balase porazil, ale krátce nato zemřel na zranění, která v bitvě utrpěl.
Vzhledem k tomu, že uzurpátor Alexandr byl zavražděn nabatejským náčelníkem, u kterého žádal o azyl, zůstal na scéně pouze Démétrios II. Mezitím se Jónatan pokusil odstranit seleukovskou posádku v Jeruzalémě obléháním Davidova města. Proto byl Démétriem II. předvolán ke dvoru v Ptolemaidě, ale dokázal nejen odvrátit obvinění rozdáváním štědrých darů, ale dokonce se vrátil do Jeruzaléma s územním ziskem.
Brzy však byl ohrožen i samotný Démétrios. Diodotos Tryfón, generál Alexandra Balase, vznesl ve jménu jeho syna Antiocha VI. nárok na seleukovský trůn.
Jónathan měl za to, že je čas znovu změnit strany, zvláště když Antiochos VI. potvrdil jeho postavení a nevíc jeho bratr Šimona jmenoval stratégem (generálem) nad pobřežní oblastí až do Egypta. Bratři využili příležitosti završit a upevnit to, čeho dosáhli: bylo obsazeno Joppe, dobyta pevnost Bét-súr, pokračovalo se v programu budování pevnosti a byly znovu učiněny pokusy vyhnat seleukovskou posádku z Jeruzaléma, aby se konečně obnovila kultovní čistota svatého města.
Tryfón však na tyto snahy pohlížel s podezřením. Vylákal Jónatana do Ptolemaidy a nechal ho zajmout, načež byl Židy oplakán jako mrtvý a novým vůdcem se stal jeho bratr Šimon. Tryfón pak Šimonovi nabídl propuštění Jónatana za výkupné a dva z Jónatanových synů jako rukojmí. Šimon s požadavkem souhlasil, ale Diodotos Tryfón nechal Jónatana i jeho syny zabít. Jónathan byl pohřben v Modiinu.